# باریسال-۲
باریسال-۲ (به لاتین: Barisal-2) یک منطقهٔ مسکونی در بنگلادش است که در ناحیه باریسال واقع شده‌است.